# Embraer E-Jets
A família Embraer E-Jets é uma série de aeronaves turbofan bimotoras, narrow-body, de médio alcance, para 80-124 passageiros, desenvolvida pela Embraer, fabricante brasileira de aeronaves comerciais, militares e executivas.
É constituída pelos modelos Embraer 170, Embraer 175, Embraer 190 e Embraer 195, que têm sistemas idênticos, diferindo apenas no comprimento da fuselagem e capacidade de passageiros. Foi anunciada no Salão Aeronáutico de Paris em 1999 e teve a produção iniciada em 2002, transformando-se rapidamente num sucesso de vendas.

## Histórico
Durante a década de 1990, após o sucesso alcançado pela família de jatos regionais Embraer ERJ, Como a demanda pela série ERJ se mostrou forte desde o início, a empresa decidiu que não poderia depender apenas de uma família de aeronaves e examinou suas opções para produzir um jato regional complementar, incluindo projetos que seriam maiores e mais avançados do que suas aeronaves anteriores. A Embraer apostou no desenvolvimento de uma nova família de aeronaves, com capacidade entre 70 e 90 passageiros, ampliado depois para 122 passageiros com o Embraer 195. Optou-se por começar o desenvolvimento do zero, o que transformou os E-Jets, como são conhecidos, na primeira família desenvolvida após os EMB-120 Brasília, já que os ERJ eram baseados na fuselagem deste.
O primeiro modelo lançado foi o Embraer 170, seguido do Embraer 190 e depois do Embraer 195. Em novembro de 2015, a Azul recebeu o 1200° E-jet construído, matriculado PR-AUP, e em dezembro de 2017, a unidade 1400 da família, um modelo E-175, foi entregue para a American Airlines.

Em março de 1997, a Embraer fez sua primeira divulgação pública de que estava estudando uma nova aeronave de 70 assentos, que foi inicialmente chamada de EMB 170; esta revelação foi emitida simultaneamente com o anúncio do desenvolvimento do ERJ 135.concebido originalmente, o EMB 170 apresentaria uma nova asa e fuselagem de maior diâmetro acoplada ao nariz e à cabine do ERJ 145. O derivado proposto teria custado US$ 450 milhões para ser desenvolvido. Enquanto a Alenia, a Aerospatiale e a British Aerospace, por meio da AI(R), estudavam o Airjet 70 baseado na fuselagem do ATR 42/72 para um alcance de 2.200 km (1.200 nmi; 1.400 mi), a AI(R) e a Embraer estudavam um desenvolvimento conjunto de um jato de 70 assentos, uma vez que seus projetos separados ainda não haviam sido lançados. 
Em fevereiro de 1999, a Embraer anunciou que havia abandonado a abordagem derivada em favor de um design totalmente novo. Em 14 de junho de 1999, a família E-Jet foi lançada formalmente no Paris Air Show, inicialmente usando as designações gêmeas ERJ-170 e ERJ-190; estas foram posteriormente alteradas para Embraer 170 e Embraer 190, respectivamente. Os clientes de lançamento do avião foram a companhia aérea francesa Régional, que fez dez pedidos e cinco opções para o E-170, e a companhia aérea suíça Crossair, que havia encomendado 30 E-170s e 30 E-190s.
Durante julho de 2000, a produção de componentes para a construção do protótipo e das fuselagens de teste começou. Dificuldades com a aviônica avançada selecionada para a aeronave, fornecida pela empresa americana Honeywell, levaram a atrasos no cronograma de desenvolvimento; originalmente, o primeiro voo estava programado para ocorrer em 2000. Em 29 de outubro de 2001, o primeiro protótipo PP-XJE foi lançado em São José dos Campos, Brasil.

## Características
É um birreator com fuselagem "double-bubble", quatro assentos por fileira, de dois a dois, concebido para maximizar o conforto dos passageiros.

## Concorrentes
O Embraer 195 é concorrente direto do Bombardier CRJ-900 e CS 100/300, Airbus A319-100, Sukhoi Superjet 100 e Mitsubishi Regional Jet MRJ, este último cancelado em 2020.
A família de aviões Embraer 170/190 tem como alvo o segmento de mercado voltado às companhias aéreas que necessitam aviões de 70 a 124 passageiros.

## Variantes

### Embraer E-170

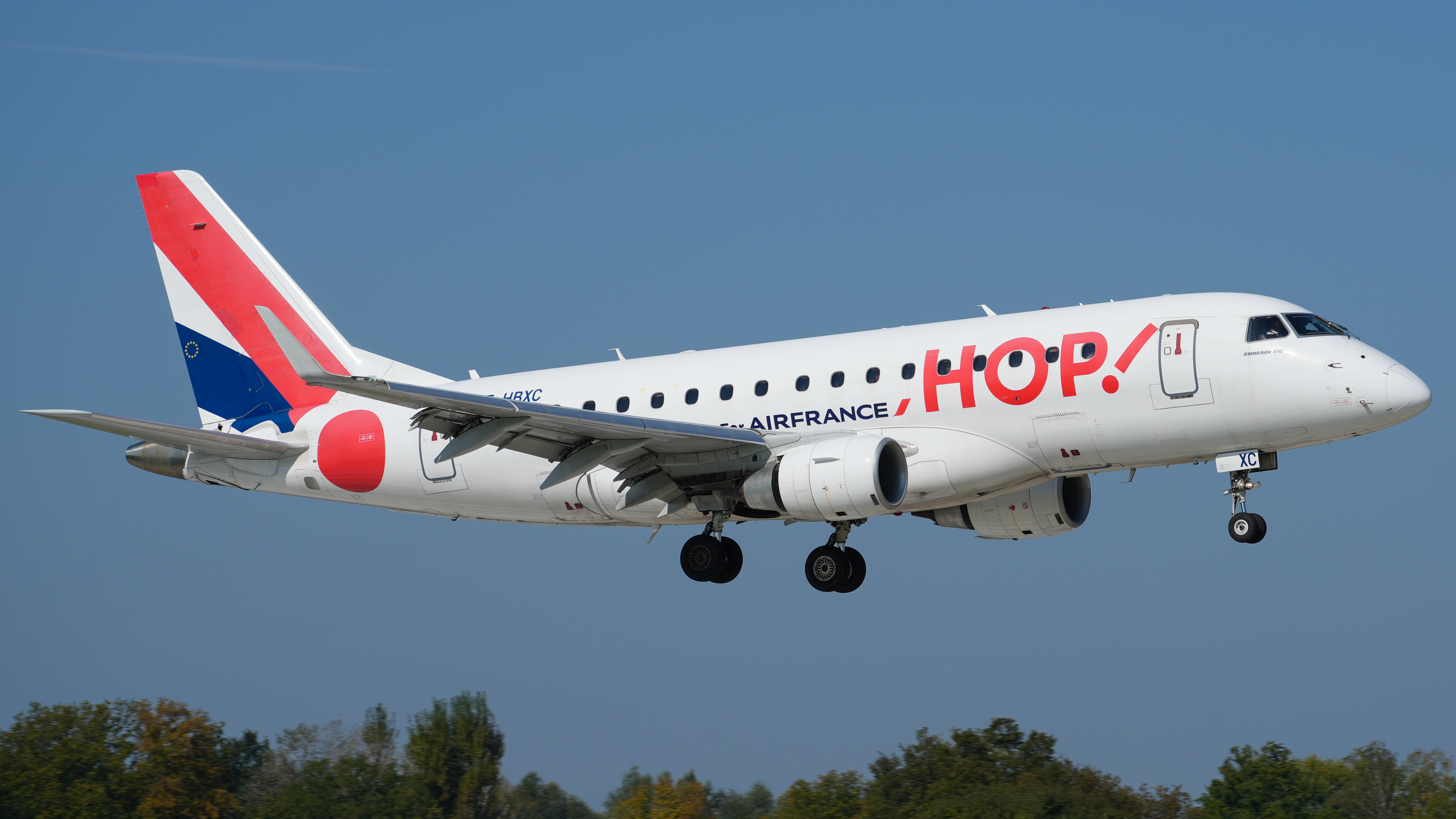
Um Air France Hop E-170

O E-170, inicialmente chamado de ERJ-170, foi lançado em junho de 1999 como a menor aeronave da família E-Jets e a primeira a ser desenvolvida. O protótipo ficou pronto em 2001, e o voo inaugural ocorreu em 17 de fevereiro de 2002. Seu primeiro voo comercial em março de 2004, foi feito pela LOT Polish Airlines, entre Varsóvia e Viena. Em 2017, a produção do E-170 foi encerrada, totalizando 191 aeronaves fabricadas. O E-170 normalmente acomoda cerca de 72 passageiros em uma configuração típica de classe única, 66 em uma configuração de classe dupla e até 78 em uma configuração de alta densidade. O E-170 competiu diretamente com o Bombardier CRJ700 e vagamente com o turboélice Bombardier Q400.
| Pedidos Firmes | Entregas | Pedidos Firmes a Entregar |
| -------------- | -------- | ------------------------- |
| 191            | 191      | 0                         |

### Embraer E-175

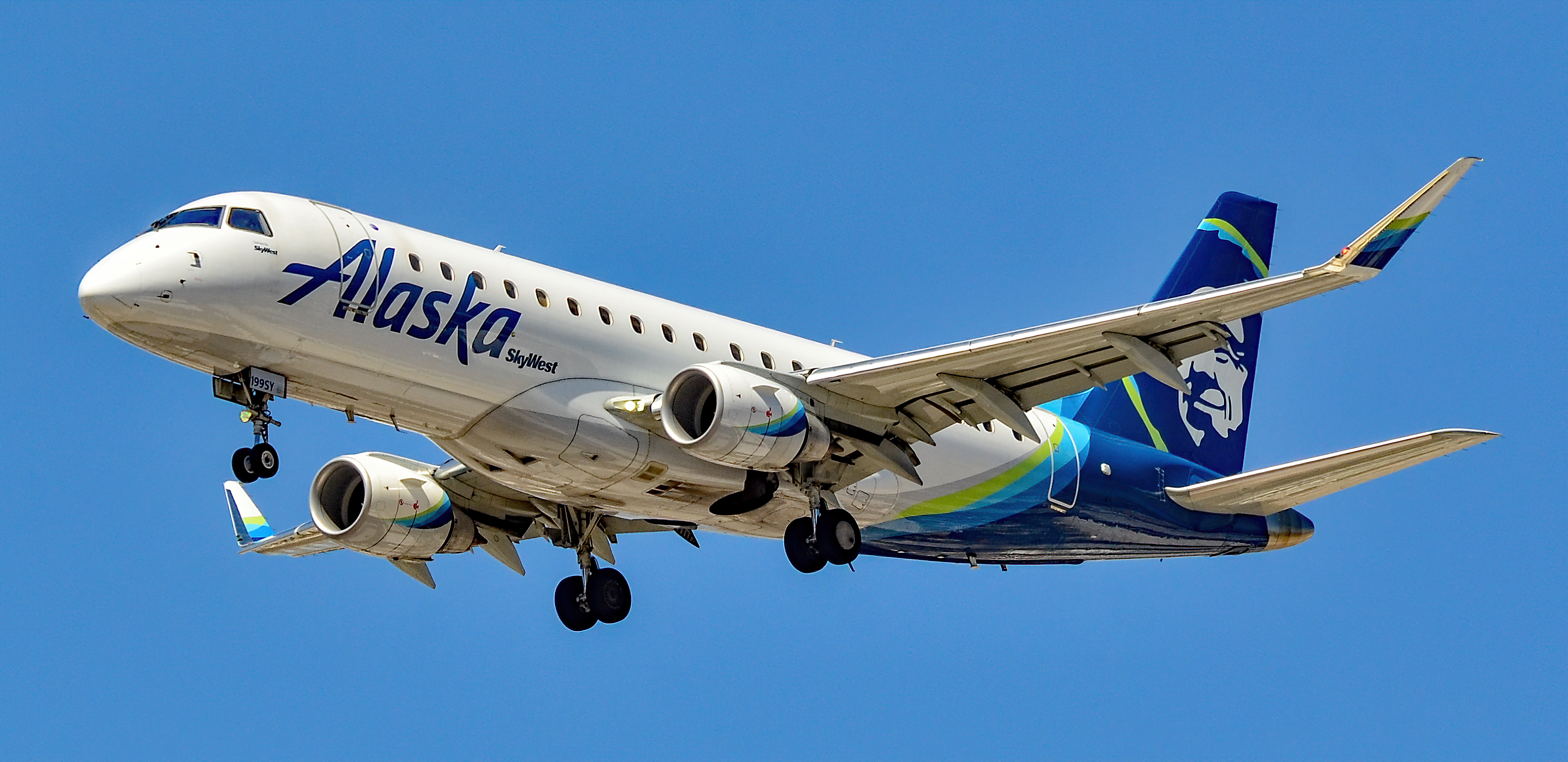
Um SkyWest E-175 operado pela Alaska Airlines com winglets angulares

O E-175, inicialmente era conhecido como ERJ-170-200, foi lançado em 2001 como uma versão ligeiramente alongada do E-170. O voo inaugural ocorreu em dezembro de 2002. Seu primeiro voo comercial ocorreu na Air Canada em julho de 2005. A aeronave normalmente acomoda cerca de 78 passageiros em uma configuração típica de classe única, 76 em uma configuração de classe dupla e até 88 em uma configuração de alta densidade. Como o E-170, ele é equipado com motores General Electric CF34-8E de 14.200 libras-força (62,28 kN) de empuxo cada. Ele competiu com o Bombardier CRJ900 no segmento de mercado anteriormente ocupado pelos anteriores BAe 146 e Fokker 70. 
O E-175 foi inicialmente equipado com o mesmo estilo de winglets que o resto da família E-Jets. A partir de 2014, os winglets foram feitos mais largos e mais angulados. Esses winglets e outras mudanças na aeronave ao longo do tempo melhoraram a eficiência. A Embraer disse que as aeronaves produzidas após 2017 consomem 6,4% menos combustível do que as aeronaves E-175 originais. Os winglets angulados aumentam a envergadura de 26 m (85 pés) para 28,65 m (93 pés). Essa mudança de winglet foi disponibilizada apenas para o E-175 e nenhum outro modelo da família.
Em 2025, o E-175 continua em produção, com forte demanda de companhias aéreas regionais nos Estados Unidos, que não podem encomendar o mais novo, mas mais pesado E175-E2 devido às restrições da cláusula de escopo sobre o peso máximo de decolagem.
| Pedidos Firmes | Entregas | Pedidos Firmes a Entregar |
| -------------- | -------- | ------------------------- |
| 1000           | 792      | 208                       |

### Embraer E-190

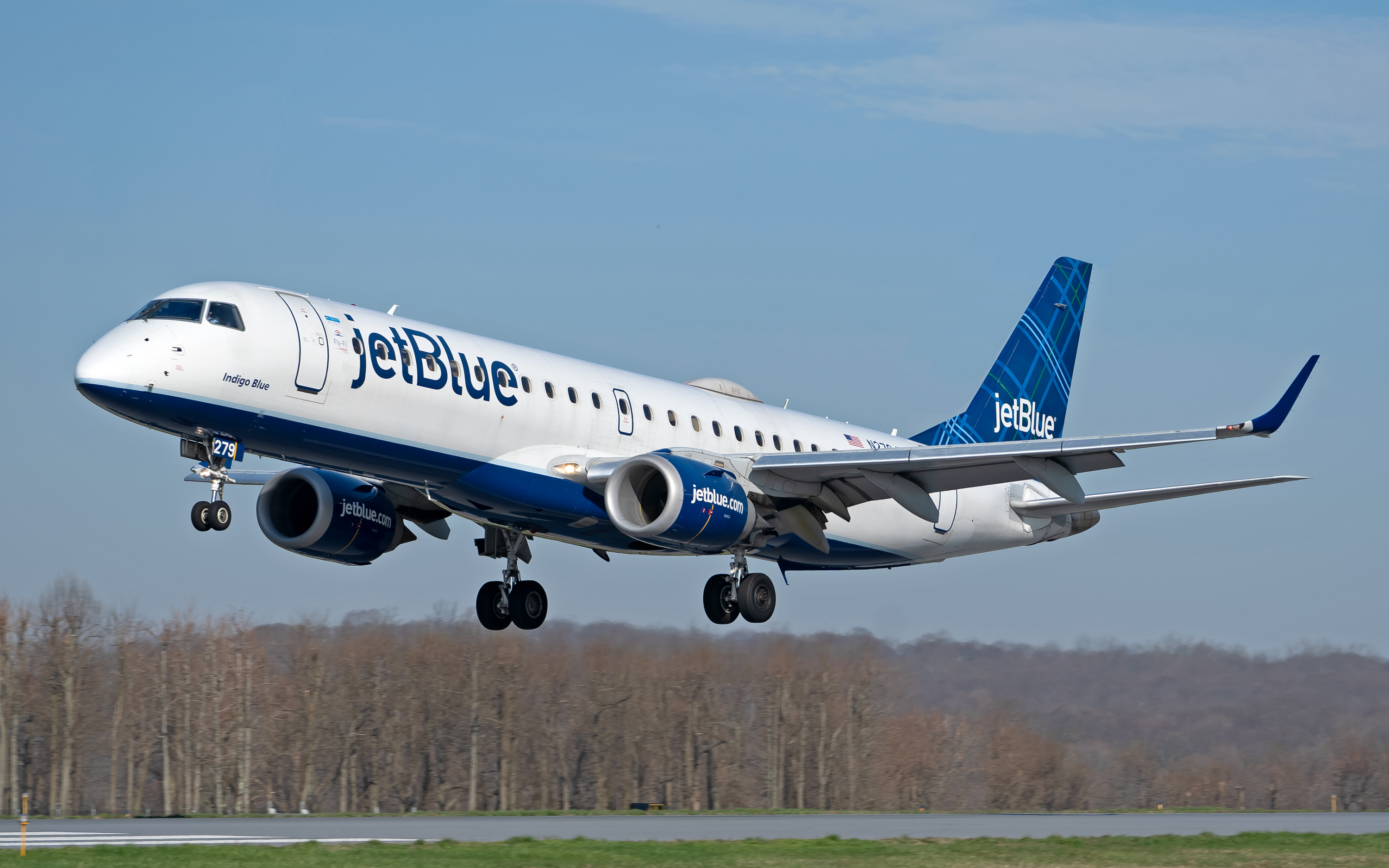
Cliente de lançamento do E-190, JetBlue, recebeu sua primeira entrega em 2005.

O E-190, foi lançado em junho de 1999. O voo inaugural ocorreu em março de 2004. Seu primeiro voo comercial ocorreu na companhia aérea de baixo custo JetBlue, em outubro de 2005. Os modelos E190/195 são extensões maiores dos modelos E170/175 equipados com uma asa nova e maior, um estabilizador horizontal maior, adicionando duas saídas de emergência sobre as asas e um novo motor. O Embraer 190 é equipado com dois motores turbofan General Electric CF34-10E montados sob as asas, com potência nominal de 82,29 kN (18.500 lbf). Os motores são equipados com controle digital de motor de autoridade total (FADEC). O sistema de gerenciamento computadorizado e totalmente redundante otimiza continuamente o desempenho do motor, resultando em consumo de combustível e requisitos de manutenção reduzidos. A aeronave transporta 13.000 kg (29.000 lb) de combustível e é equipada com um sistema de combustível Parker Hannifin.
A Embraer ofereceu três variantes do E190: o STD (Standard), LR (Long Range) e AR (Advanced Range). O STD serviu como modelo base, enquanto o LR apresentou um peso máximo de decolagem (MTOW) que foi aumentado em 2.510 kg (5.530 lb), enquanto o AR apresentou um MTOW que foi aumentado em 1.500 kg (3.300 lb) em comparação com o LR, permitindo o transporte de mais combustível. Este aprimoramento estendeu o alcance em 50 nmi (93 km; 58 mi).
A aeronave é equipada com uma unidade de energia auxiliar Hamilton Sundstrand e sistema elétrico. O GE CF34-10E, os clientes podem escolher entre 5 variantes diferentes (-10E5, -10E5A1, -10E6, -10E6A1, -10E7), cada uma com desempenho e capacidades diferentes. É o único motor oferecido para a aeronave. Essa aeronave compete com o Bombardier CRJ-1000. Ele pode transportar até 100 passageiros em uma configuração de duas classes ou até 124 na configuração de alta densidade de classe única.
| Pedidos Firmes | Entregas | Pedidos Firmes a Entregar |
| -------------- | -------- | ------------------------- |
| 568            | 568      | 0                         |

### Embraer E-195

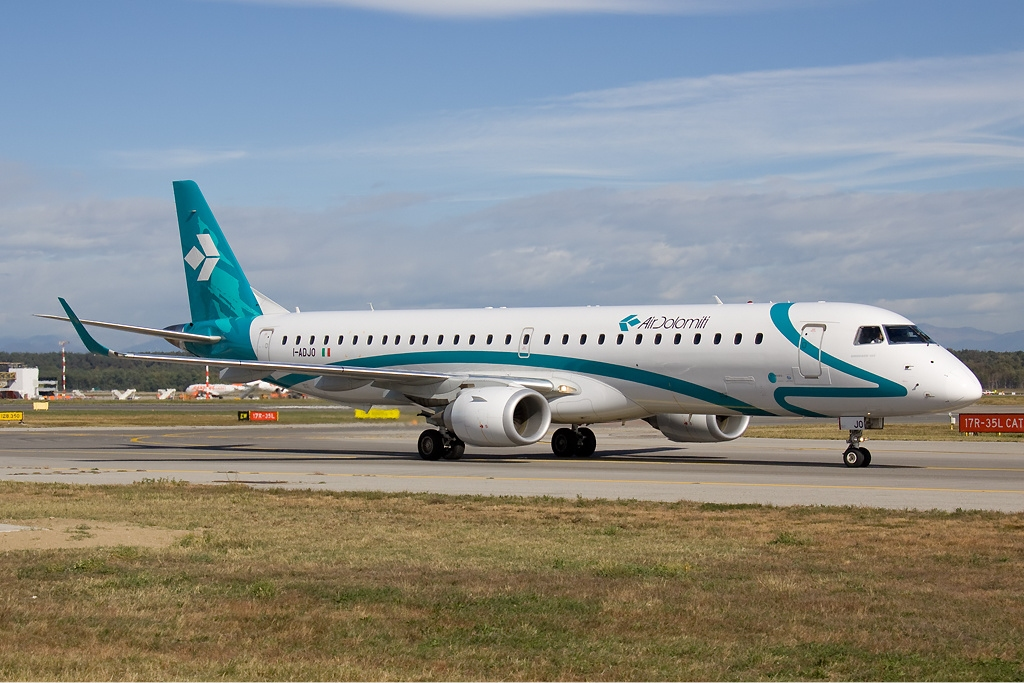
Um Air Dolomiti E-195

O E-195, inicialmente era conhecido como ERJ-190-200, foi lançado em . O voo inaugural ocorreu em dezembro de 2004. Seu primeiro voo comercial ocorreu na extinta companhia britânica de baixo custo Flybe, em setembro de 2006. É a versão mais alongada do Embraer 190 e é equipado com dois motores turbofan General Electric CF34-10E montados sob as asas. Os motores são equipados com controle digital de motor de autoridade total (FADEC). O sistema de gerenciamento computadorizado e totalmente redundante otimiza continuamente o desempenho do motor, resultando em menor consumo de combustível e menor necessidade de manutenção. A aeronave transporta 13.000 kg (29.000 lb) de combustível e é equipada com um sistema de combustível Parker Hannifin.

A Embraer ofereceu três variantes do E190: o STD (Standard), LR (Long Range) e AR (Advanced Range). O STD serviu como modelo base, enquanto o LR apresentou um peso máximo de decolagem (MTOW) que foi aumentado em 2.510 kg (5.530 lb), enquanto o AR apresentou um peso máximo de decolagem (MTOW) que foi aumentado em 1.500 kg (3.300 lb) em comparação com o LR, permitindo o transporte de mais combustível. Este aprimoramento estendeu o alcance em 300 nmi (560 km; 350 mi) para o E-195.

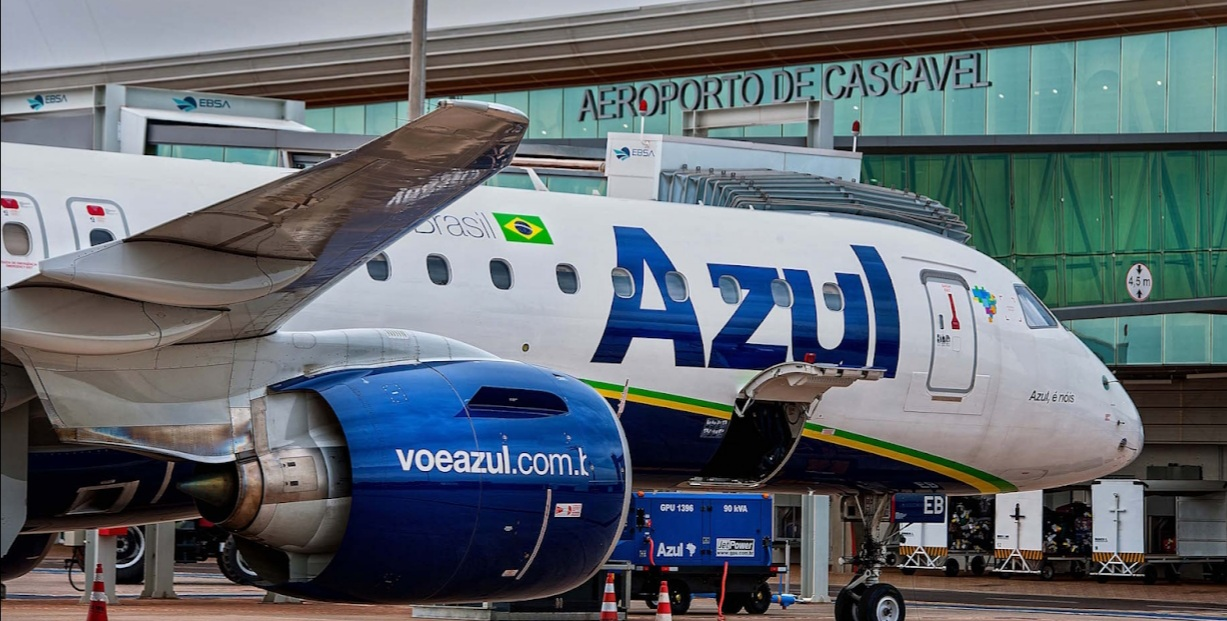
E-195 da Azul Linhas Aéreas

A aeronave está equipada com uma unidade de energia auxiliar Hamilton Sundstrand e sistema elétrico. O GE CF34-10E, avaliado em 18.500 lb (82,30 kN), é o único 
motor oferecido para a aeronave. Essas aeronaves competem com o Airbus A220-100, Boeing 717-200, Boeing 737-500, Boeing 737-600 e o Airbus A318. Pode transportar até 100 passageiros em uma configuração de duas classes ou até 124 na configuração de alta densidade de classe única.
| Pedidos Firmes | Entregas | Pedidos Firmes a Entregar |
| -------------- | -------- | ------------------------- |
| 172            | 172      | 0                         |

### Embraer 190 FAB VC-2

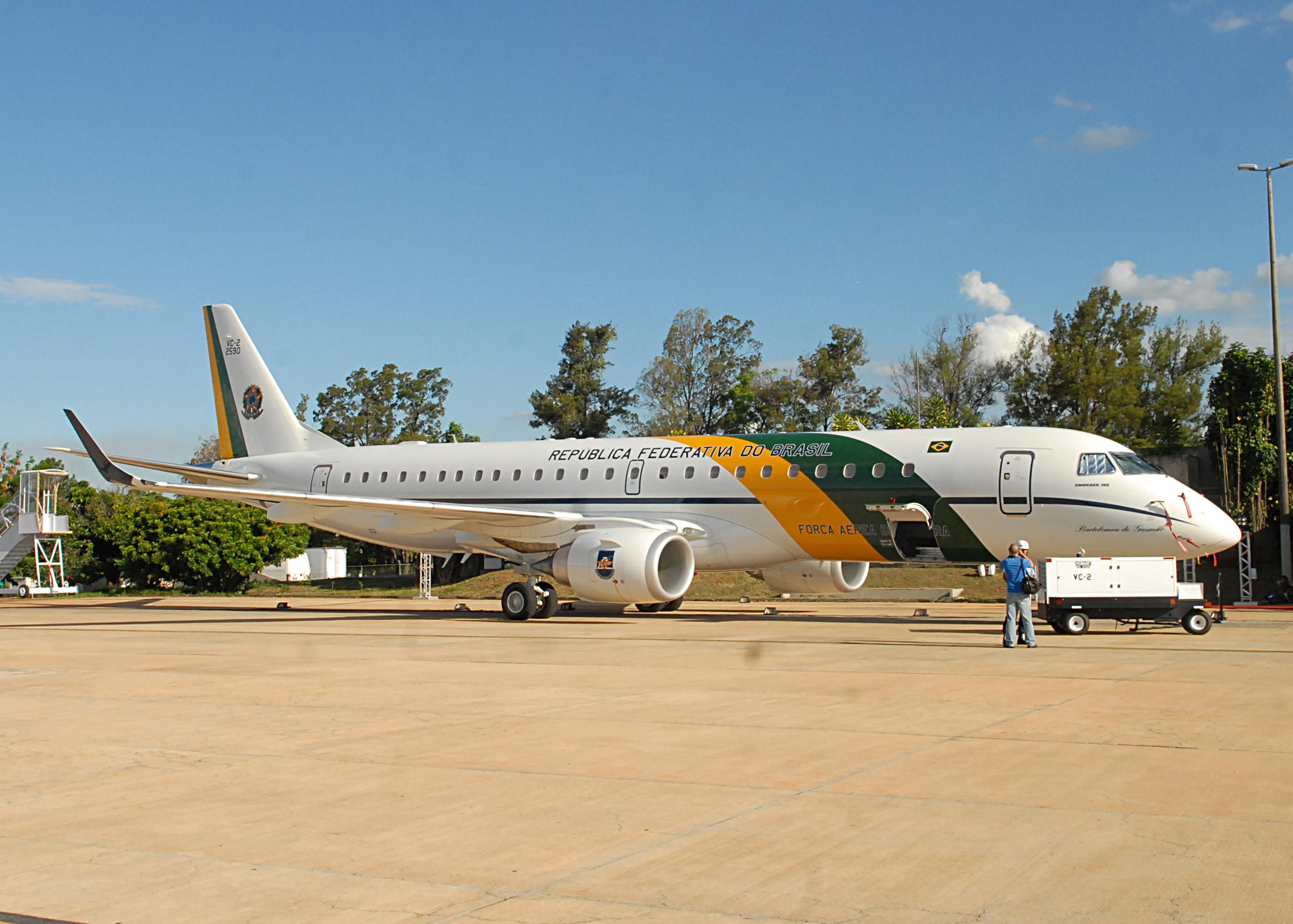
E-190 FAB VC-2 da Presidência da República do Brasil

A Força Aérea Brasileira tem dois Embraer 190, designados FAB VC-2, utilizados normalmente para voos domésticos pela Presidência da República, por ministros de Estado e outras autoridades do governo brasileiro. Em alguns casos, são utilizados em operações especiais. Substituíram em 2009 os antigos Boeing 737-200 FAB VC 96, que ficaram obsoletos.
A primeira aeronave, batizada de Bartolomeu de Gusmão, foi entregue em setembro de 2009. As aeronaves possuem sistemas que permitem a comunicação de forma segura e equipamentos de voo de última geração.
Em fevereiro de 2020, os dois FAB VC-2 transportaram quarenta pessoas, sendo 34 brasileiros, quatro poloneses, uma chinesa e uma indiana, que estavam em quarentena na China, por suspeita de terem contraído pneumonia pelo novo coronavírus. Os quatro passageiros poloneses, e as passageiras chinesa e indiana desembarcaram numa escala na Polônia. Depois de uma escala técnica no aeroporto de Las Palmas, nas ilhas Canárias, os 34 brasileiros seguiram ao Brasil, com destino à Base Aérea de Anápolis, onde ficaram em quarentena. Antes de Anápolis, as aeronaves fizeram mais uma escala técnica no aeroporto de Fortaleza, na capital cearense.

### E-190F e E-195F (cargueiros)
Em março de 2022 foram lançadas as versões para transporte de carga E-190F e E-195F, previstas para entrar em serviço em 2024. Os modelos dispõem na porção dianteira da fuselagem de uma porta de carga dimensionada para permitir o embarque de containers. Também contam, entre outras facilidades, com sistema de movimentação de carga, piso reforçado, barreiras de carga, sistema de detecção de fumaça no compartimento de carga e provisão para transporte de materiais perigosos. As capacidades de carga útil são de 10,7 t (23 600 lb) para o E-190F e 12,3 t (27 100 lb) para o E-195F.

## Especificações
| Variantes                         | E-170 (ERJ170-100)                                                       | E-175 (ERJ170-200)                                                       | E-190 (EMB190-100)                                                                 | E-195 (EMB190-200)                                                                    |
| --------------------------------- | ------------------------------------------------------------------------ | ------------------------------------------------------------------------ | ---------------------------------------------------------------------------------- | ------------------------------------------------------------------------------------- |
| Tripulação da Cabine              | Dois                                                                     | Dois                                                                     | Dois                                                                               | Dois                                                                                  |
| Passageiros                       | 78 (Uma Classe, 33"/31"/30") 70 (Duas Classes, 36"/32")                  | 88 (Uma Classe, 32"/29") 86 (Uma Classe, 31") 78 (Duas Classes, 40"/31") | 114 (Uma Classe, 30"/29") 106 (Uma Classe, 33"/32"/31") 96 (Duas Classes, 38"/31") | 124 (Uma Classes, 31"/30"/29") 118 (Uma Classes, 31"/30") 108 (Duas Classes, 38"/31") |
| Comprimento                       | 29.90 m (98 ft 1 in)                                                     | 31.68 m (103 ft 11 in)                                                   | 36.24 m (118 ft 11 in)                                                             | 38.65 m (126 ft 10 in)                                                                |
| Envergadura                       | 26.00 m (85 ft 4 in)                                                     | 26.00 m (85 ft 4 in)                                                     | 28.72 m (94 ft 3 in)                                                               | 28.72 m (94 ft 3 in)                                                                  |
| Altura                            | 9.85 m (32 ft 4 in)                                                      | 9.73 m (31 ft 11 in)                                                     | 10.57 m (34 ft 8 in)                                                               | 10.55 m (34 ft 7 in)                                                                  |
| Peso Vazio                        | 21 140 kg                                                                | 21 810 kg                                                                | 28 080 kg                                                                          | 28 970 kg                                                                             |
| Peso máximo de decolagem          | 35 990 kg (STD) 37 200 kg (LR) 38 600 kg (AR)                            | 37 500 kg (STD) 38 790 kg (LR) 40 370 kg (AR)                            | 47 790 kg (STD) 50 300 kg (LR) 51 800 kg (AR)                                      | 48 790 kg (STD) 50 790 kg (LR) 52 290 kg (AR)                                         |
| Carga Máxima                      | 9 035 kg(STD/LR) 9 775 kg (AR)                                           | 10 030 kg(STD/LR) 10 310 kg (AR)                                         | 13 080 kg(STD/LR/AR)                                                               | 13 950 kg(STD/LR/AR)                                                                  |
| Distância para Decolagem com MTOW | 1 644 m (5 394 ft)                                                       | 2 244 m (7 362 ft)                                                       | 2 100 m (6 890 ft)                                                                 | 2 179 m (7 149 ft)                                                                    |
| Motores                           | 2x GE CF34-8E turbofans 62.3 kN (13 800 lb)                              | 2x GE CF34-8E turbofans 62.3 kN (13 800 lb)                              | 2x GE CF34-10E turbofans 82.3 kN (18 500 lb)                                       | 2x GE CF34-10E turbofans 82.3 kN (18 500 lb)                                          |
| Velocidade Máxima                 | 890 km/h (481 kt, Mach 0.82)                                             | 890 km/h (481 kt, Mach 0.82)                                             | 890 km/h (481 kt, Mach 0.82)                                                       | 890 km/h (481 kt, Mach 0.82)                                                          |
| Autonomia                         | STD: 3 334 km (1 800 nm) LR: 3 889 km (2 100 nm) AR: 3 892 km (2 100 nm) | STD: 3 334 km (1 800 nm) LR: 3 889 km (2 100 nm) AR: 3 706 km (2 000 nm) | STD: 3 334 km (1 800 nm) LR: 4 260 km (2 300 nm) AR: 4 448 km (2 400 nm)           | STD: 2 593 km (1 400 nm) LR: 3 334 km (1 800 nm) AR: 4 077 km (2 200 nm)              |
| Peso Máximo de Combustível        | 9 335 kg (20 580 lb)                                                     | 9 335 kg (20 580 lb)                                                     | 12 971 kg (28 596 lb)                                                              | 12 971 kg (28 596 lb)                                                                 |
| Teto de Serviço                   | 41 000 ft (12 500 m)                                                     | 41 000 ft (12 500 m)                                                     | 41 000 ft (12 500 m)                                                               | 41 000 ft (12 500 m)                                                                  |
| Razão de Subida                   | Max 3 500 FPM                                                            | Max 3 500 FPM                                                            | Max 3 500 FPM                                                                      | Max 3 500 FPM                                                                         |
| Thrust-to-weight                  | 5.41                                                                     | 5.41                                                                     | 5.41                                                                               | 5.41                                                                                  |
| Dimensão Interna                  |                                                                          |                                                                          |                                                                                    |                                                                                       |
| Largura Interna                   | 2.74 m (9 ft 0 in)                                                       | 2.74 m (9 ft 0 in)                                                       | 2.74 m (9 ft 0 in)                                                                 | 2.74 m (9 ft 0 in)                                                                    |
| Altura Interna                    | 2.00 m (6 ft 7 in)                                                       | 2.00 m (6 ft 7 in)                                                       | 2.00 m (6 ft 7 in)                                                                 | 2.00 m (6 ft 7 in)                                                                    |

## Ver tambem
- Lista de operadores do Embraer E-Jet